# Prairies de Blackland
Pour les articles homonymes, voir Blackland.
Localisation
Les prairies de Blackland du Texas, en anglais : Texas blackland prairies, forment une écorégion terrestre de prairies, savanes et terres arbustives tempérées, situées au Texas, aux États-Unis, qui s'étendent sur environ 50 300 km2, de la rivière Rouge, dans le Nord du Texas, à San Antonio, dans le Sud. La prairie doit son nom à son sol riche et sombre.

## Généralités
L’écorégion des prairies de Blackland couvre une superficie de 50 300 km2 et comprend une bande principale de 43 000 km2 et deux parcelles de prairie d'herbes hautes au Sud-Est de la bande principale. La partie principale et les parcelles s'étendent du Nord-Est au Sud-Ouest de l’État.
La partie principale comprend des chênaies et des savanes : elle s'étend du Sud de la rivière Rouge à la frontière entre le Texas et l'Oklahoma, en passant par la région métropolitaine de Dallas/Fort Worth Metroplex et dans le Sud-Ouest du Texas. La zone de transition centrale entre les forêts et les prairies se situe au Nord et au Nord-Ouest, tandis que la savane est située entre le plateau d'Edwards et le mezquital du Tamaulipas, au Sud-Ouest.
La plus grande des deux parcelles est la prairie Fayette, qui s'étend sur 17 000 km2 tandis que la plus petite est la prairie San Antonio, avec une superficie de 7 000 km2. Les deux parcelles sont séparées de la bande principale par les forêts de chênes du Centre-Est du Texas, qui les entourent de tous les côtés sauf au Nord-Est, où la prairie Fayette rencontre les forêts de pins du Texas.

## Formation
La région a été façonnée par de fréquents feux de forêt et les bisons des plaines. De grands incendies, allumés par la foudre, ont fréquemment balayé la région, défrichant les arbustes et stimulant les phorbes et les herbes. De grands troupeaux de bisons broutent également les graminées et piétinent et fertilisent le sol, stimulant ainsi la croissance de l'écosystème à herbes hautes. Les chasseurs-cueilleurs ont contribué à la formation et à l'expansion de la prairie par des brûlages contrôlés afin de rendre plus de terres propices à la chasse au bison et autres gibiers.
Les chasseurs-cueilleurs ont continuellement habité la prairie depuis l'époque pré-Clovis, il y a plus de 15 000 ans. Au fil du temps, ils comprenaient les Wichitas, les Wacos (en), les Tonkawas et les Comanches, progressivement remplacés par une société agraire. L'avènement de l'agriculture irriguée et de l'élevage à grande échelle, dans la région, a mis fin à la période d'expansion de la formation de la prairie et a rapidement entraîné la perte généralisée d'habitats.

## Conservation
En raison du sol et du climat, cette écorégion est idéale pour l'agriculture. Cela a entraîné la conversion de la majeure partie de l'écosystème des prairies de Blackland en cultures, laissant moins de 1 % de l'écosystème restant et faisant de l'herbe haute le grand écosystème le plus en péril en Amérique du Nord. De petits vestiges sont conservés sur des sites tels que les 800 acres de la Réserve de Clymer Meadow (en) de l'organisation The Nature Conservancy, près de Celeste au Texas.

### Source de la traduction
- (en) Cet article est partiellement ou en totalité issu de l’article de Wikipédia en anglais intitulé « Texas blackland prairies » (voir la liste des auteurs).